# Lily Pettigrew
Lilian Pettigrew, meglio nota con il diminutivo Lily (Portsmouth, 25 febbraio 1870 – post 1911), è stata una modella britannica, sorella delle modelle Hetty e Rose Pettigrew.

## Biografia
Lily fu una dei tredici figli avuti da William Joseph Pettigrew, un tagliatore di sughero, e Harriet Davis, una sarta casalinga. Nel 1882, dopo che il padre morì improvvisamente quando ella aveva dodici anni, si trasferì a Londra con la madre e le sorelle Rose e Hetty. Qui le tre sorelle conobbero il mondo artistico e diventarono delle modelle per pittori come James McNeill Whistler, William Holman Hunt, John Everett Millais, Theodore Roussel e altri. Sua sorella Rose la descriveva con le seguenti parole: "Lily aveva i capelli rossi e ricci, gli occhi color viola, la bocca bella, il naso classico, la faccia ben fatta, il collo largo e proporzionato, una figura squisita: era perfetta."

Lily Pettigrew in una fotografia di nudo scattata da Edward Linley Sambourne nel 1889.

Lily iniziò a posare per dipinti e disegni dal 1887 in poi, e apparve nuda in una lunga serie di dipinti di John William Godward tra il 1890 e il 1896 (come Una sacerdotessa e Campaspe). Tra l'agosto del 1889 e il maggio del 1892, Lily, assieme alla sorella Hetty, posò per alcuni scatti fotografici del fotografo Edward Linley Sambourne: alcune di queste fotografie vennero scattate nello studio di Whistler.
Nel 1898, Lily sposò John Boyden Barrett e la sua carriera da modella finì presto, forse perché al marito non piaceva. Non si hanno più notizie certe di lei dopo il 1911. Secondo un articolo del British Art Journal uscito nel 2014, la coppia avrebbe vissuto per anni in delle case in affitto in varie parti di Londra fino al 1930, quando non poterono più pagare l'affitto. Sempre secondo questo articolo, "non si sa cosa sia successo a Lily dopo questo avvenimento e nessun dettaglio della sua morte è stato rintracciato finora".

## Galleria d'immagini

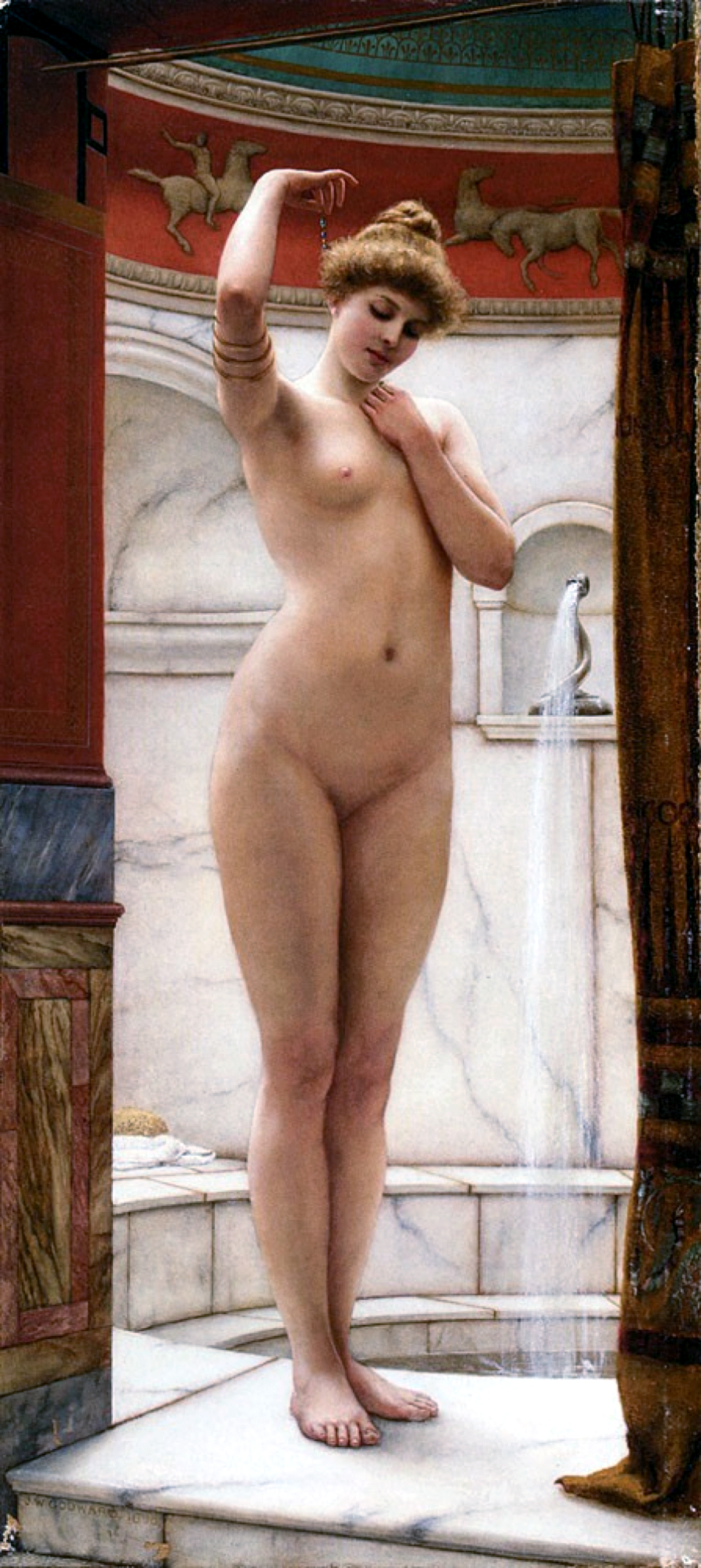
John William Godward, Un bagno pompeiano, 1890
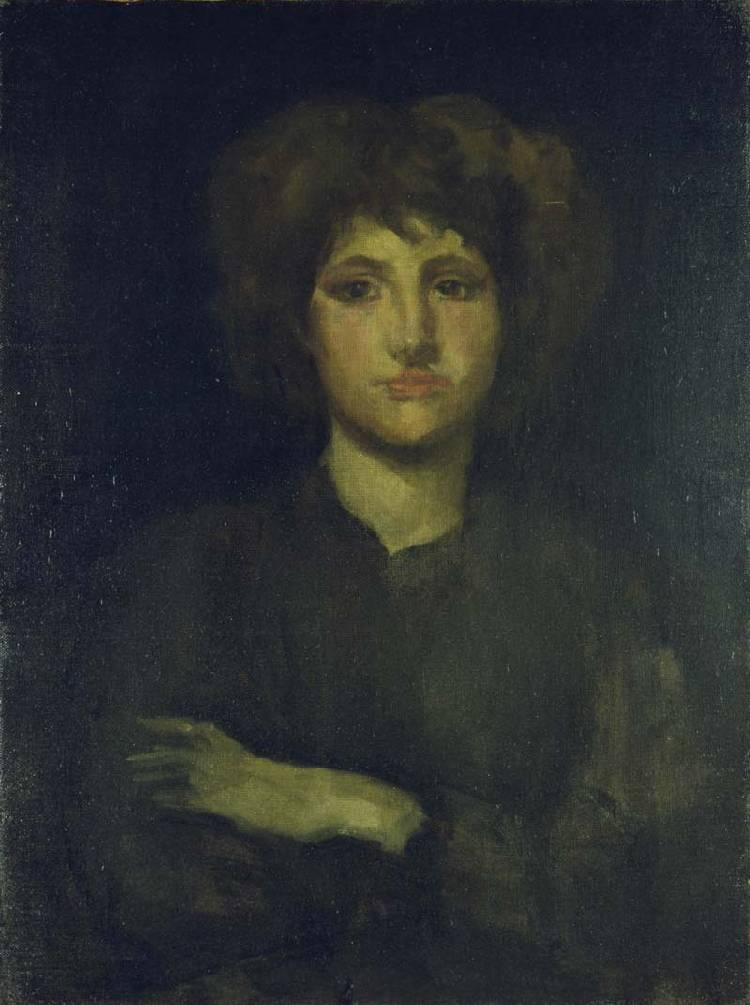
James Abbott McNeill Whistler, Ritratto di Lily Pettigrew, 1895 circa
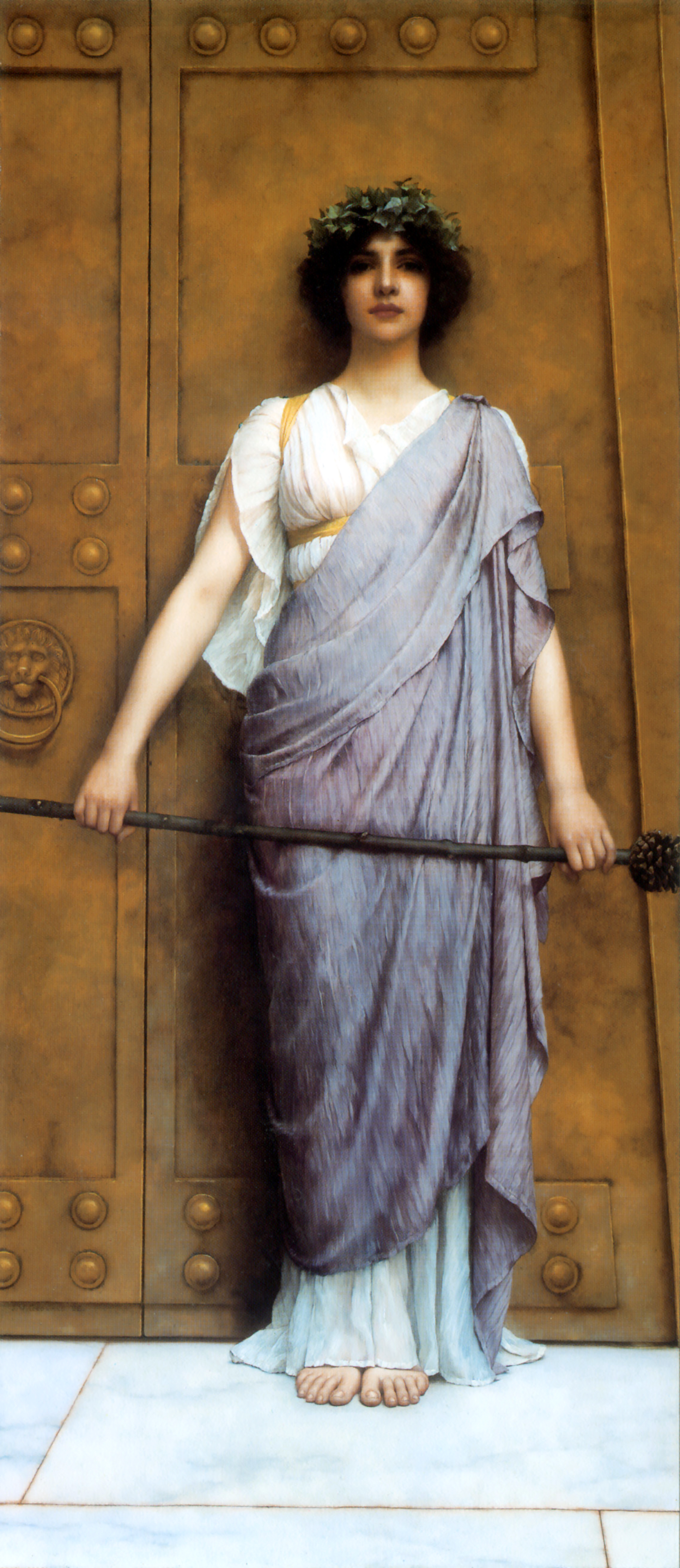
John William Godward, Alle porte del tempio, 1898